# Peix gat elèctric

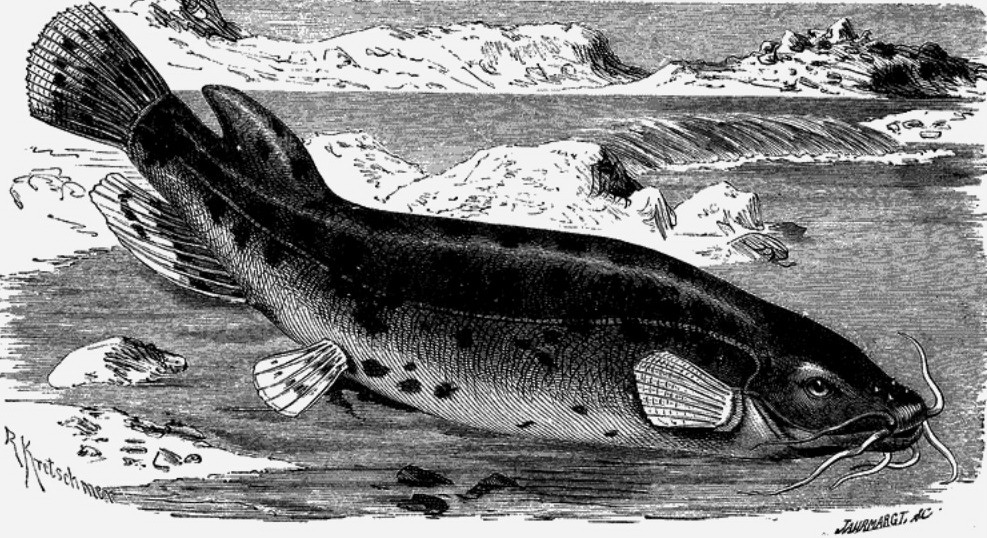
Gravat de 1901 que mostra un peix gat elèctric

El peix gat elèctric (Malapterurus electricus) és una espècie de peix de la família dels malapterúrids i de l'ordre dels siluriformes.

## Morfologia
- Els mascles poden assolir 122 cm de llargària total i 20 kg de pes.[2]
- Nombre de vèrtebres: 38-41.[3][4]

## Reproducció
Forma parelles i excava forats i cavitats d'aproximadament 3 m de llargada i entre 1-3 m de fondària per a criar.

## Alimentació
Menja, durant la nit, peixos que atordeix amb descàrregues elèctriques.

## Depredadors
És depredat per Plecodus straeleni.

## Hàbitat
Viu en àrees de clima tropical entre 23 °C-30 °C de temperatura.

## Distribució geogràfica
Es troba a Àfrica entre els 35°N i els 30°S de latitud: conca del riu Nil (incloent-hi el llac Victòria), el llac Turkana, el llac Txad, el riu Senegal, la conca del riu Níger i l'Àfrica Occidental.

## Longevitat
Viu fins als 10 anys.

## Observacions
Els antics egipcis, fa 5.000 anys, ja coneixien aquesta espècie i la representaven en baixos relleus en tombes.